# Cal Lucaya (Cervera)
La Casa Antonio Lucaya Ymbert, també coneguda com a Cal Lucaya, és una obra modernista de Cervera (Segarra) inclosa a l'Inventari del Patrimoni Arquitectònic de Catalunya.

## Descripció
Casa d'obra arrebossada imitant carreus, de tres plantes.
La planta baixa presenta tres portals, dos són d'establiments comercials. La planta noble té una gran balconera que recorre tot el llarg de la façana, amb tres portes sortides de balcó. La central amb tribuna decorada amb forja amb motius florals i ceràmica de color. La segona planta queda separada de la primera per una motllura. Té tres portes balconeres quadrangulars. Els balcons, amb barana de forja, tenen els cantells arrodonits. La golfa queda separada de la segona planta per una motllura i presenta tres petites finestres rectangulars. Rematant la construcció hi ha na cornisa que sobresurt, suportada per mènsules.
Cal destacar que damunt de totes les portes sortides de balcó hi ha guardapols molt decorats.